# Louis Malle
Louis Malle (n. 30 octombrie 1932, Thumeries, Nord-Pas-de-Calais, Franța – d. 23 noiembrie 1995, Beverly Hills, California, SUA) a fost un scenarist și regizor francez.

## Filmografie selectivă
- 1958 Ascensor pentru eșafod (Ascenseur pour l'échafaud)
- 1958 Amanții (Les Amants)
- 1960 Zazie în metrou (Zazie dans le métro)
- 1962 Viață particulară (Vie privée)
- 1963 Focul fatidict (Le Feu follet)
- 1965 Viva Maria! (Viva Maria !)
- 1967 Hoțul (Le Voleur)
- 1971 Suflu la inimă (Le Souffle au cœur)
- 1974 Lacombe Lucien
- 1975 Black Moon
- 1978 Mititica (Pretty Baby)
- 1980 Atlantic City
- 1981 My Dinner with Andre
- 1983 Crackers
- 1985 Alamo Bay
- 1987 La revedere copii (Au revoir les enfants)
- 1990 Milou în mai (Milou en mai)
- 1992 Fatale
- 1994 Vanya de pe strada 42 (Vanya on 42nd Street)

## Documentare și scurtmetraje
- 1953 Crazeologie (scurt metraj)
- 1955 La Fontaine de Vaucluse (scurt metraj)
- 1955 Station 307 (scurt metraj)
- 1955 Lumea tăcerii (Le Monde du silence), (documentar) corealizat cu Jacques-Yves Cousteau
- 1962 Vive le Tour ! (scurt metraj documentar) corealizat cu Jacques Ertaud
- 1964 Bons baisers de Bangkok (scurt metraj documentar)
- 1968 Histoires extraordinaires - segment William Wilson (metraj mediu)
- 1969 Calcutta (documentar)
- 1969 L'Inde fantôme (serial TV documentar)
- 1973 Humain, trop humain (documentar)
- 1974 Place de la République (documentar)
- 1976 Close Up (court métrage documentar)
- 1977 Dominique Sanda ou Le rêve éveillé (scurt metraj documentar)
- 1985 God's Country (documentar)
- 1986 À la poursuite du bonheur (And the Pursuit of Happiness) (documentar)